# Clistopyga linearis
Clistopyga linearis är en stekelart som först beskrevs av Thomas Vernon Wollaston 1858.  Clistopyga linearis ingår i släktet Clistopyga och familjen brokparasitsteklar. Inga underarter finns listade i Catalogue of Life.